# 京成大和田站
京成大和田站（日语：／ Keisei-Ōwada eki */?）是位於日本千葉縣八千代市大和田，屬於京成電鐵本線的鐵路車站。車站編號是KS30。旅客指南採用省略「京成」二字的「大和田」。

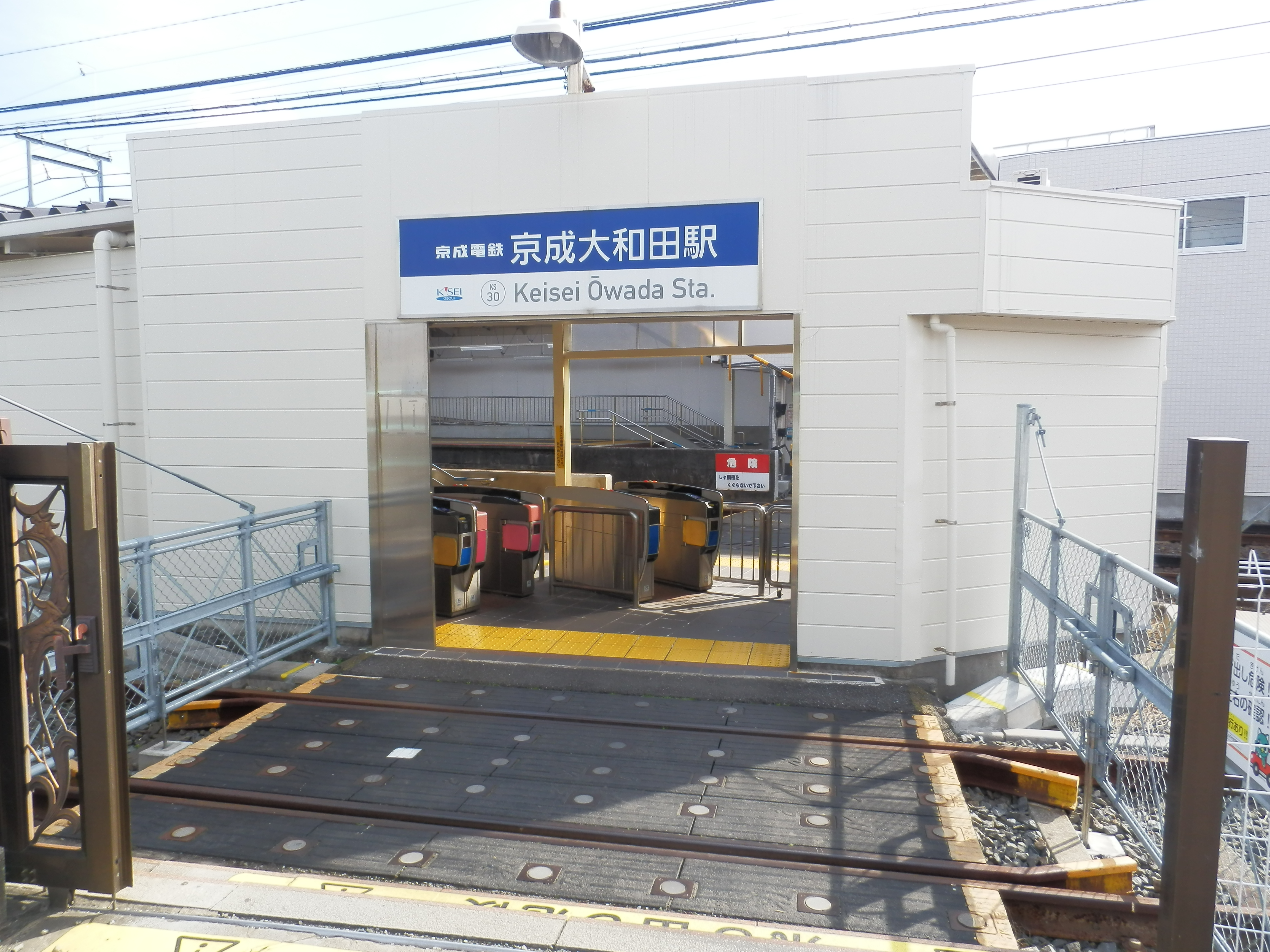
北口（2018年11月）

## 年表
- 1926年（大正15年）12月9日 - 車站啟用，當時稱為大和田站。是八千代市內最古老的車站。
- 1931年（昭和6年）11月18日 - 車站改稱京成大和田站。

- 2018年（平成30年）3月17日 - 無障礙化工程完工。下行線側臨時檢票口營業時間延長為首班車至末班車，改名為北檢票口（上行線側檢票口改稱南檢票口）[2]。

## 車站構造

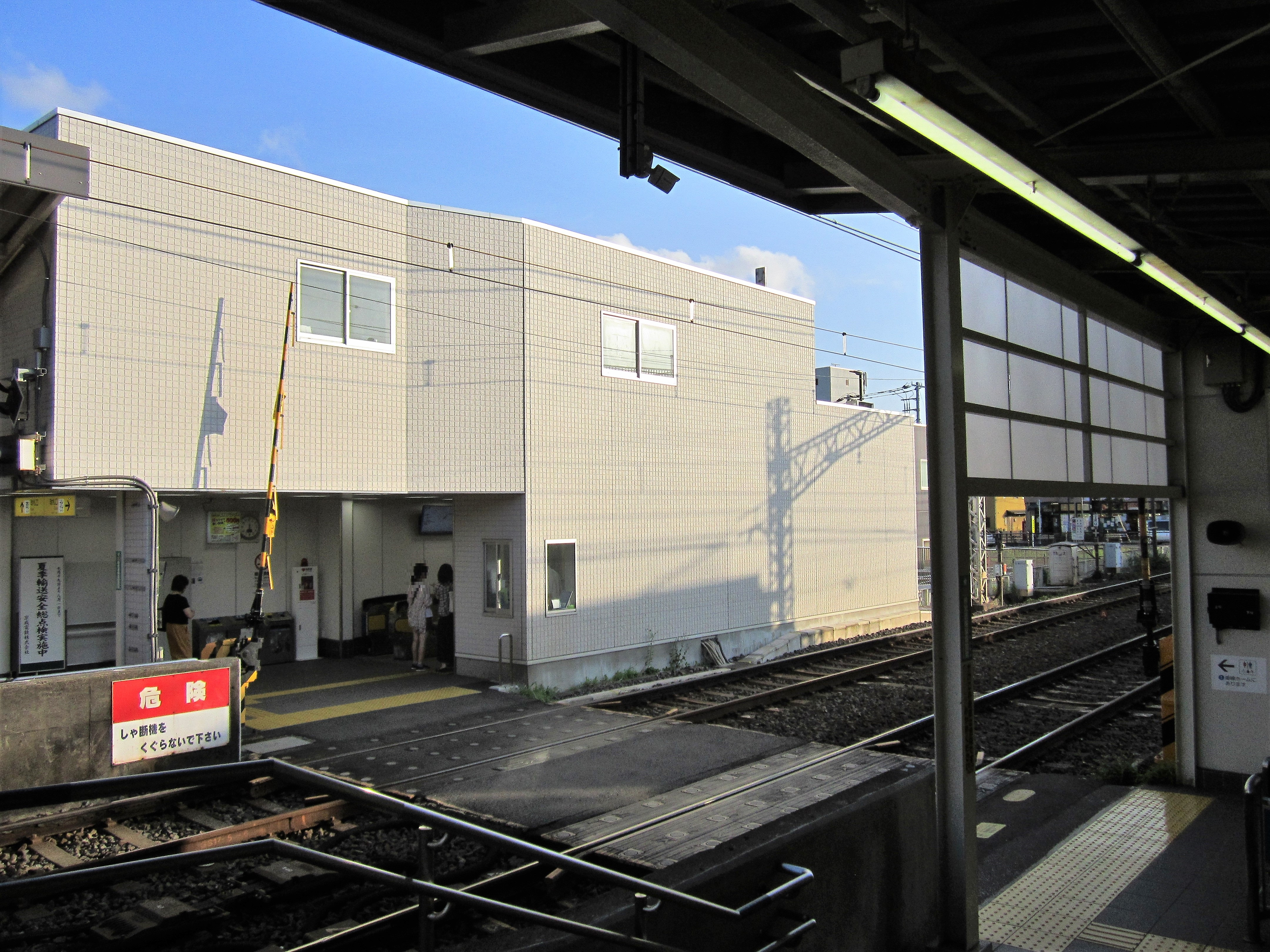
平交道（2019年7月）

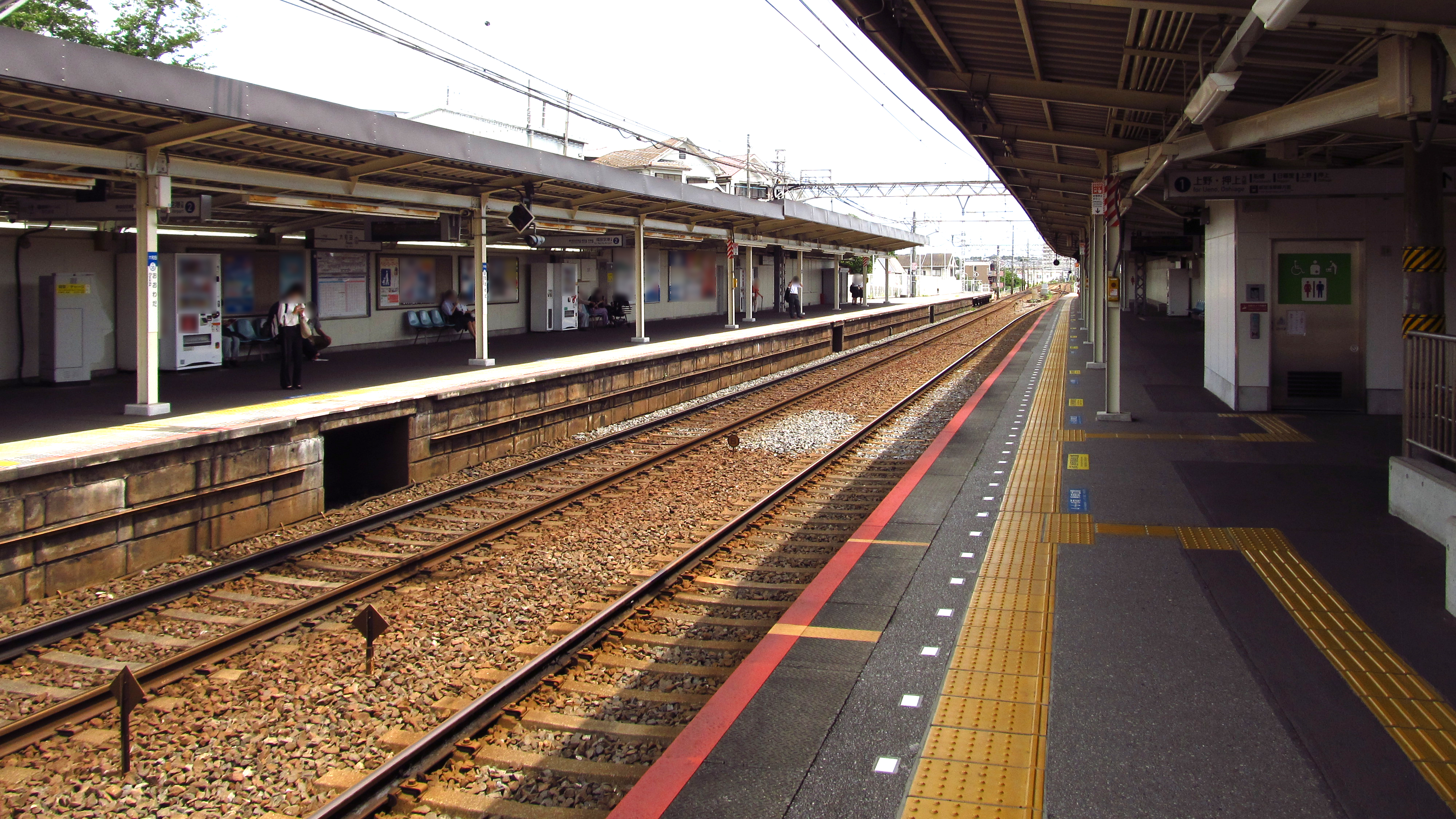
月台（2020年7月）

本站是相對式月台2面2線的地面車站，並由勝田台站負責管理 。往勝田台站側設有拖上線，供平日早晨與傍晚時段及周六日早晨時段的本站起迄班次使用。下行線側月台後方有保線機器用的車庫。下行線側月台後方的空間在過去是待避線，但在八千代台站開業後已拆除。
本站的午間時段在1996年（平成8年）改點以前平均每40分有一班本站折返的班次，2006年（平成18年）12月10日改點起，周六日部分電車改以本站起訖。
站內的驗票口分為上行線側的南驗票口與下行線側的北驗票口。北驗票口在2018年（平成30年）3月16日以前為臨時驗票口，僅在周一至週六的首班車至早上九點與下午四點至末班車兩個時段，以及假日下午四點至晚上七點開放使用。在往八千代台側設有站內平交道與遮斷桿。
| 月台 | 路線     | 方向 | 目的地                                     |
| ---- | -------- | ---- | ------------------------------------------ |
| 1    | 京成本線 | 下行 | 日暮里、上野、押上、 淺草線、 京急本線方向 |
| 2    | 京成本線 | 上行 | 佐倉、成田機場方向                         |

## 使用情況
2016年度一日平均上下車人次為12,447人，是京成線內69個車站當中排行第34位。
近年一日平均上車人次推移如下表。
| 年度               | 一日平均 上下車人次 | 一日平均 上車人次 |
| ------------------ | ------------------- | ----------------- |
| 1998年（平成10年） |                     | 8,234             |
| 1999年（平成11年） |                     | 7,965             |
| 2000年（平成12年） |                     | 7,715             |
| 2001年（平成13年） |                     | 7,489             |
| 2002年（平成14年） |                     | 7,237             |
| 2003年（平成15年） | 14,084              | 6,991             |
| 2004年（平成16年） | 13,618              | 6,830             |
| 2005年（平成17年） | 13,578              | 6,779             |
| 2006年（平成18年） | 13,091              | 6,547             |
| 2007年（平成19年） | 12,846              | 6,454             |
| 2008年（平成20年） | 12,843              | 6,460             |
| 2009年（平成21年） | 12,530              | 6,309             |
| 2010年（平成22年） | 12,303              | 6,200             |
| 2011年（平成23年） | 12,088              | 6,092             |
| 2012年（平成24年） | 12,106              |                   |
| 2013年（平成25年） | 12,201              |                   |
| 2014年（平成26年） | 12,224              |                   |
| 2015年（平成27年） | 12,360              |                   |
| 2016年（平成28年） | 12,447              |                   |

## 車站周邊
- 八千代警察署（日语：八千代警察署）大和田駅前交番
- 藥的福太郎（日语：くすりの福太郎）大和田店
- 八千代市立大和田圖書館
- 八千代大和田郵便局
- 鷹之台鄉村俱樂部
- 千葉縣立柏井高等學校（日语：千葉県立柏井高等学校）
- 八千代市役所（日语：八千代市役所）
- 長妙寺（日语：長妙寺） - 八百屋於七之墓。
- 小板橋時平神社

過去剪票口周邊曾形成包含小型超市等的商店街，1966年（昭和41年）八千代市推動「大和田站南地區土地區劃整理事業」後，商店退至線路南側。
雖然因換地處分與結算問題而將計畫延長至2019年度（平成31年度），但實際上區劃整理事業已完成。不過，多數商店並未遷回站前，也沒太多新商店開幕，使得站前仍有不少空地。

## 巴士路線
2010年8月2日以後，本站僅停靠千葉Green Bus深夜急行巴士「新橋站～京成佐倉站」班次。
「大和田站」巴士站在過去有東洋巴士與電鐵直營時代的京成巴士停靠，但隨著八千代台站與勝田台站、東葉高速線開業後陸續廢除。

## 相鄰車站
京成電鐵
 本線
■快速特急、■特急、■通勤特急
通過
■快速、■普通
八千代台（KS29）－京成大和田（KS30）－勝田台（KS31）

## 外部連結
- 京成大和田｜電車與車站資訊｜京成電鐵
- 京成大和田站PDF - 京成電鐵